# Anolis monteverde
Anolis monteverde (монтевердський аноліс) — вид ігуаноподібних ящірок родини анолісових (Dactyloidae). Ендемік Коста-Рики.

## Поширення і екологія
Монтевердські аноліси мешкають в горах Сьєрра-де-Тіларан в регіоні Монтеверде на заході Коста-Рики. Вони живуть у вологих тропічних лісах, на узліссях і в папоротевих заростях, на висоті від 1545 до 1650 м над рівнем моря.

## Збереження
МСОП класифікує цей вид як такий, що перебуває на межі зникнення. Anolis monteverde загрожує знищення природного середовища та зміни клімату.